# مسابقه بزرگ
مسابقه بزرگ (انگلیسی: The Great Race) فیلمی در ژانر رمانتیک، موزیکال و کمدی رمانتیک به کارگردانی بلیک ادواردز است که در سال ۱۹۶۵ منتشر شد.

## بازیگران
- جک لمون
- تونی کرتیس
- ناتالی وود
- پیتر فالک
- کینن وین
- آرتور اوکانل
- ویویان ونس
- دوروثی پروواین
- جورج مکریدی
- هل اسمیت
- دنور پیل
- راس مارتین
- ماروین کاپلان